# 愈伤酸
愈伤酸是一种有机化合物，化学式为HO2C(CH2)8CH=CHCO2H，是一种植物中天然存在的单不饱和二羧酸，属于在植物受伤时分泌的植物激素。